# Ophiosciasma
Ophiosciasma is een geslacht van slangsterren uit de familie Ophiomyxidae. De wetenschappelijke naam van het geslacht werd in 1878 voorgesteld door Theodore Lyman. Hij plaatste als enige soort Ophiosciasma attenuatum in het geslacht, die daarmee automatisch de typesoort werd.

## Soorten
- Ophiosciasma attenuatum Lyman, 1878